# Dungur
Dungur (o Dungur 'Addi Kilte) è il nome delle rovine di un grande palazzo situato nella parte occidentale di Axum, in Etiopia, vecchia capitale del regno di Axum. Le rovine si trovano lungo la strada per Gondar, vicino al campo della stele Gudit.
Dungur è noto localmente anche come Palazzo della regina di Sheba (ovvero il Palazzo di Makeda in Etiopia). Stuart Munro-Hay lo definisce "il tipo di palazzo che un facoltoso axumita, forse un nobile o un alto ufficiale del IV/VI secolo, potrebbe aver costruito per sé stesso".

## Descrizione
I resti del palazzo e degli edifici associati sono ormai limitati ai più bassi livelli ed al podio, per un totale di circa 3250 metri quadrati. Al suo apice, una doppia scala portava all'entrata del complesso che si apriva su uno dei quattro giardini che circondavano la struttura centrale.
Negli edifici collegati sono stati recuperati numerosi pilastri in pietra, "che presumibilmente sostenevano colonne o pavimenti in legno", ed opere in muratura che potrebbero indicare l'esistenza di un ipocausto. L'obiettivo di questi edifici non è chiaro. Munro-Hay fa notare che "Le 'stanza' con i pilastri in pietra non hanno porte, ed i pilastri presumibilmente sostenevano pavimenti, ma alcune delle divisioni sullo stesso livello presentano porte, il che implica che non tutti i livelli inferiori erano semplici podii per il piano superiore. Forse alcuni di loro erano accessibili tramite scale".

## Archeologia
S. Puglisi effettuò i primi scavi archeologici in quest'area, scavando un blocco di 3 x 5 metri nel tentativo di analizzarne la stratigrafia. Gli scavi successivi furono condotti nel 1966-1968 da Francis Anfray, il quale lavorò su un insediamento di 250 metri ad ovest dell'opera di Puglisi, che descrisse come un "castello", abitato da una delle famiglie più ricche della città. In base a quanto scoperto durante questi lavori, Butzer datò l'insediamento di Anfray al VII secolo; fece notare che la struttura in muratura era simile alla base della chiesa di santa Maria di Zion (parte della struttura originale che risale al periodo axumita), mentre il pavimento era simile al blocco centrale del palazzo di Ta'akha Maryam.